# Vissoie
Vissoie foi uma comuna da Suíça, no Cantão Valais, com cerca de 438 habitantes. Estendia-se por uma área de 1,5 km², de densidade populacional de 292 hab/km². Confinava com as seguintes comunas: Ayer, Chandolin, Saint-Jean, Saint-Luc. 
A língua oficial nesta comuna era o Francês.

## História
Em 1 de janeiro de 2009, passou a formar parte da comuna de Anniviers.